# Луций Апустий (легат)
Луций Апустий (на латински: Lucius Apustius) e политик на Римската република през 2 век пр.н.е.
Произлиза от плебейската фамилия Апустии. Вероятно е роднина на Луций Апустий Фулон (консул 226 пр.н.е.).
През 200 пр.н.е. Луций Апустий е легат на консул Публий Сулпиций Галба Максим в Древна Македония през войната против Филип V. Те побеждават при при Отолобус. През 190 пр.н.е. той е легат при консул Луций Корнелий Сципион. Участва в решителната битка при Магнезия (дн. Маниса).